# 16515 Usman'grad
16515 Usman'grad è un asteroide della fascia principale. Scoperto nel 1990, presenta un'orbita caratterizzata da un semiasse maggiore pari a 3,1663991 au e da un'eccentricità di 0,1751493, inclinata di 2,23945° rispetto all'eclittica.
L'asteroide è dedicato alla città russa di Usman'.